# إيلس ديلانج
إيلس ديلانج هي كاتبة أغاني ومغنية بوب روك وكانتري هولندية ولدت في 13 مايو 1977.